# 45027 Cosquer
45027 Cosquer este o planetă minoră (asteroid), cu un diametru de 4,77 km, din centura de asteroizi. A fost descoperită pe 28 noiembrie 1999 la Osservatorio Astronomico di Gnosca⁠(d) de Stefano Sposetti⁠(d) și a fost numită după Henri Cosquer⁠(d). 
Obiectul prezintă o orbită caracterizată de o semiaxă mare de 2,7370004220307 UAi, o excentricitate de 0,06, o înclinație de 5,1 ° în raport cu ecliptica.